# Lepturella
Lepturella  es un género de plantas herbáceas,  perteneciente a la familia de las poáceas. Es originario del oeste tropical de África.
Algunos autores lo incluyen en el género Oropetium.

## Especies
- Lepturella aristata Stapf 1912
- Lepturella capensis (Stapf) Stapf[2]